# Alexander Widner
Alexander Widner (* 10. November 1940 in Wien) ist ein österreichischer Schriftsteller.

## Leben
Alexander Widner wuchs in Kärnten und Niederösterreich auf und begann erst spät zu schreiben („Da ist nichts zu schreiben, wenn man nicht genug gelebt hat.“).
Seine Erfahrungen bei einem mehrjährigen Aufenthalt in Kalifornien verarbeitete er in Es war in Amerika. Ein lange geführtes Tagebuch lieferte die Grundlage für Gegen Tagesende. Stark wie ein Nagel zeichnet ein Frauenleben über einen Zeitraum von dreißig Jahren auf.
Widners Interesse konzentriert sich in seinen jüngsten Arbeiten auf die Momentaufnahme, das Herausnehmen des Einzelteils aus dem Ganzen, das Sichtbarmachen von Details, wofür ihm die Form der Aufzeichnung am angemessensten scheint. Am Abgrund der Bücher und NY 11235 sind Sammlungen solcher Aufzeichnungen.
Widner lebt heute in Klagenfurt, wo er viele Jahre in der Kulturabteilung der Stadt arbeitete, und in New York als freier Schriftsteller.

## Werke (Auswahl)
- Es war in Amerika: einige Behauptungen. Hermagoras, Klagenfurt 1993, ISBN 3-85013-267-6.
- Caroline – Malerei, Objekte. Galerie Carinthia, Klagenfurt 1995, ISBN 3-900606-26-9.
- Stark wie ein Nagel. Das Buch vom stille stehenden Leben. Deuticke, Wien 1996, ISBN 3-216-30250-4.
- Tag und Nacht und Tag. Vom unnützen Denken. Wieser, Klagenfurt 1998, ISBN 3-85129-256-1.
- Sergej. 21 Szenen aus der Manege. Theaterstück. Deuticke, Wien 1998, ISBN 3-216-30409-4.
- Gegen Tagesende: Komödie des Alltags. Deuticke, Wien 2000, ISBN 3-216-30526-0.
- Am Abgrund der Bücher. Anmerkungen zur mir bekannten Welt. Die Hefte 1999–2004. Wieser, Klagenfurt 2005, ISBN 3-85129-583-8.
- Wozzeck oder Das Leben liebt die Klinge. Theaterstück nach Büchner, 2006.
- NY 11235. Aufzeichnungen 2004–2006. Wieser, Klagenfurt 2007, ISBN 3-85129-655-9.
- Kreitzberg. Roman. Drava, Klagenfurt/Wien 2009, ISBN 978-3-85435-605-9.
- Gravesend. Aufzeichnungen 2007–2011. Wieser, Klagenfurt 2011, ISBN 978-3-85129-907-6.
- Ashburns Knöpfe. Possen und Posen der vorletzten Tage. Wieser, Klagenfurt 2014, ISBN 978-3-99029-089-7.
- Postscriptum oder Der exquisite Kadaver. Eine Clownerie. Wieser, Klagenfurt 2016. ISBN 978-3-99029-216-7.
- Bloße Anwesenheit. Die Hefte 2016–2019. Wieser, Klagenfurt 2020. ISBN 978-3-99029-385-0.
- Frostsommer. Die Hefte 2020–2022. Wieser, Klagenfurt 2022. ISBN 978-3-99029-543-4.
- Notizen zu Bret, Farblithografien von Guido Katol, Edition Thurnhof 2022, ISBN 978-3-900678-56-2.
- Bulu, Ein Auftritt, Wieser, Klagenfurt 2024, ISBN 978-3-99029-661-5.

## Auszeichnungen
- 2015 Preis des Landes Kärnten für sein Lebenswerk
- 2020 Anerkennungspreis der Stadt Klagenfurt